# مصطفى عسل
مصطفى عسل (مواليد 9 مايو 2001) هو لاعب إسكواش محترف مصري. في فبراير حقق أفضل تصنيف له على المستوى الدولي بعدما حل في الترتيب الرابع.

## روابط خارجية
- مصطفى عسل على موقع الاتحاد الدولي لمحترفي الاسكواش (مؤرشف) (الإنجليزية)
- مصطفى عسل على موقع SquashInfo.com (الإنجليزية)
- مصطفى عسل على موقع أوليمبيديا (الإنجليزية)